# Mas-des-Cours
Mas-des-Cours ist eine französische Gemeinde mit 23 Einwohnern (Stand: 1. Januar 2022) im Département Aude. Sie gehört zum Gemeindeverband Carcassonne Agglo, zum Arrondissement Carcassonne und zum Kanton Carcassonne-2.

## Geographie
Mas-des-Cours liegt vier Kilometer südlich von Carcassonne am Flüsschen Lauquette und am Rande des Militärsperrgebiets Terrain de manœuvre de Villemaury.

## Bevölkerungsentwicklung
| Jahr                       | 1968 | 1975 | 1982 | 1990 | 1999 | 2006 | 2012 | 2019 |
| Einwohner                  | 17   | 19   | 13   | 15   | 16   | 15   | 23   | 25   |
| Quellen: Cassini und INSEE |      |      |      |      |      |      |      |      |

## Sehenswürdigkeiten
- Alte Brücke über die Lauquette (Monument historique)